# Trophée de la Caraïbe
Le Trophée de la Caraïbe est une course cycliste par étapes disputée au printemps en Martinique. Créée en 1986, il s'agit de l'un des rendez-vous majeurs de la saison cycliste sur l'île. Elle est organisée par l'Espoir Cycliste Ducossais.
À son palmarès, la course compte quelques-uns des meilleurs cyclistes évoluant en outre-mer comme Hervé Arcade (2001), Boris Carène (2003 et 2007), Joann Ruffine (2009) ou encore Ludovic Turpin (2013). 

## Palmarès
| Année     | Vainqueur            | Deuxième               | Troisième        |
| --------- | -------------------- | ---------------------- | ---------------- |
| 1986      | Georges-Émile Arnaud |                        |                  |
| 1987      | Jeannot Velmont      |                        |                  |
| 1988      | Yves Montrésor       |                        |                  |
| 1989      | Jules Trésor         |                        |                  |
| 1990      | Franck Ephestion     |                        |                  |
| 1991      | Hugues Hierso        |                        |                  |
| 1992      | Robert Carotine      |                        |                  |
| 1993      | Conrado Cabrera (en) |                        |                  |
| 1994      | Paul Charles-Angèle  |                        |                  |
| 1995      | Paulin Couchy        |                        |                  |
| 1996      | Didier Ephestion     |                        |                  |
| 1997      | Daniel Vergeroles    |                        |                  |
| 1998      | Rodrigue Jean-Joseph |                        |                  |
| 1999      | Paul Charles-Angèle  |                        |                  |
| 2000      | Franck Ephestion     |                        |                  |
| 2001      | Hervé Arcade         |                        |                  |
| 2002      | Jules Annoni         | Dominique Donnat       | Pascal Thézénas  |
| 2003      | Boris Carène         | Christophe Angèle      | Mickaël Nonirit  |
| 2004      | Philippe Desmazon    | Patrice De Nays-Candau | Wendy Ramos      |
| 2005      | Wendy Cruz           | Hervé Arcade           | Augusto Sánchez  |
| 2006      | Jérôme Guisneuf      | Laury Bédard-Rémilien  | Olivier Ragot    |
| 2007      | Boris Carène         | Noslen Funes           | José Alarcón     |
| 2008      | Christophe Angèle    | Laurent Lejeune        | Marc Flavien     |
| 2009      | Joann Ruffine        |                        |                  |
| 2010      | Lizardo Benítez (de) | Mickaël Laurent        | Olivier Curier   |
| 2011      | Miguel Ubeto         | Yannick Betzy          | Adam Pierzga     |
| 2012      | Arnold Alcolea       | Willy Roseau           | Yasmani Martínez |
| 2013      | Ludovic Turpin       | Arnold Alcolea         | Yeinier López    |
| 2014      | Camille Chancrin     | Romain Duverger        | Cédric Eustache  |
| 2015      | Ronald González      | Émile Demazy           | Hervé Arcade     |
| 2016      | Grzegorz Kwiatkowski | Giovanni Báez          | Ronald González  |
| 2017      | Thierry Ragot        | Mickaël Laurent        | Cédric Locatin   |
| 2018      | Mickaël Stanislas    | Hervé Arcade           | Émile Demazy     |
| 2019      | Cédric Eustache      | Mickaël Stanislas      | Thierry Ragot    |
| 2020-2022 | Pas organisé         | Pas organisé           | Pas organisé     |
| 2023      | Mickaël Stanislas    | Joshua Kelly           | Diego Soracá     |
| 2024      | Alexandre Join       | Léopold Perrot         | Luis Mora        |
| 2025      | Gert Kivistik        | Taïno Cailliau         | Marc Flavien     |